# Aleksander Pürge
Aleksander Pürge (bis 1936 Aleksander Bürger, * 16. Augustjul. / 28. August 1887greg. in Tallinn; † 2. Januar 1940 ebenda) war ein estnischer Ingenieur und Politiker.

## Leben
Aleksander Ernst Pürge wurde als Sohn eines Maschinisten in der estnischen Hauptstadt Tallinn geboren. Dort schloss er 1906 das renommierte Realgymnasium (Tallinna Reaalkool) ab. 1906/07 studierte er an der Technischen Universität Darmstadt. Sein ingenieurswissenschaftliches Studium schloss er 1912 am Polytechnischen Institut in der livländischen Hauptstadt Riga ab.
1912 fand Pürge eine Anstellung an der Maschinenfabrik Fr. Wiegand in Tallinn. Von 1912 bis 1918 arbeitete er in der Bauverwaltung der Seefestung Imperator Peter der Große. 1918 war Pürge kurzzeitig Physiklehrer in Tallinn. 1918/19 war er Inspekteur der Hafenfabriken und während des Estnischen Freiheitskrieges gegen Sowjetrussland 1918/19 verantwortlich für die Ausrüstung der estnischen Seestreitkräfte im militärischen Rang eines Leutnants.
Nach Gründung der Republik Estland engagierte sich Pürge auch politisch. Er gehörte der konservativ-nationalliberalen Estnischen Volkspartei (Eesti Rahvaerakond) an.
Vom 28. bis zum 30. Juli 1920 war Pürge Infrastrukturminister der Republik Estland im kurzlebigen Kabinett seines Parteifreunds Ministerpräsident Ado Birk. Dasselbe Amt hatte er bis zum 26. Oktober 1920 in der anschließenden Regierung von Ministerpräsident Jaan Tõnisson inne.
Von 1919 bis 1921 und erneut von 1922 bis 1924 war Pürge Stadtrat der Stadt Tallinn. 1921/22 war er als Ingenieur bei der Firma K. Jürgens & Co tätig. Von 1922 bis 1924 war er Vorsitzender der Straßenbahnkommission und setzte sich für den Ausbau der Bahn ein. Von 1925 bis 1927 arbeitete er als Ingenieur für die Tallinner Wasserwerke. Von 1927 bis zu seinem Tod 1940 war Pürge Leiter der Tallinner Straßenbahn.
Pürge war 1920 Mitbegründer des Tallinner Technikums, des Vorgängers der heutigen Technischen Universität Tallinn. Dort unterrichtete er von 1920 bis 1925.
1936 estnisierte er seinen deutsch klingenden Familiennamen von Bürger in Pürge.
Aleksander Pürge starb Anfang Januar 1940 nach schwerer Krankheit in der estnischen Hauptstadt. Er liegt auf dem Tallinner Friedhof Rahumäe begraben.

## Privatleben
Aleksander Pürge war mit Marie Pürge (1887–1967) verheiratet. Das Paar hatte die Söhne Aleksander (1914–1923) und Mati (1918–1942) sowie eine Tochter, die estnische Medizinerin und Neurochirurgin Aino Pürge (1925–1998).